# Зубчаниновское шоссе (Самара)
Зубчани́новское шоссе́ — улица в Кировском районе города Самара. 
Начинается от пересечения Аэропортовского шоссе и улицы Краснопресненской в посёлке Зубчаниновка, заканчивается на пересечении с улицей Земеца (где расположен путепровод, по которому Зубчаниновское шоссе соединено с улицей Физкультурной).

## Этимология годонима
Названо так 16 июня 1953 года. Своё имя шоссе, как и весь посёлок Зубчаниновка, получило в честь известного самарского общественного деятеля, основателя посёлка Евгения Андреевича Зубчанинова (1865—1935).

## Здания и сооружения
- № 116 — Самарский городской противотуберкулёзный диспансер, отделение №4[2]
- № 122А — детский сад № 19
- № 161 — школа № 86, детская школа искусств №2

## Транспорт
Автобус27, 75, 112, 423а
Маршрутные такси (и коммерческие автобусы)123, 124, 126с, 126ю, 229, 417, 474, 480